# Golden League 2007
La Golden League 2007 se déroule sur six meetings. 

## Résultats
|                  | Bislett Games Oslo 15 juin  | Meeting Gaz de France Saint-Denis 6 juillet | Golden Gala Rome 13 juillet | Weltklasse Zürich Zurich 7 septembre | Mémorial Van Damme Bruxelles 14 septembre | ISTAF Berlin 16 septembre      |
| ---------------- | --------------------------- | ------------------------------------------- | --------------------------- | ------------------------------------ | ----------------------------------------- | ------------------------------ |
| Hommes           |                             |                                             |                             |                                      |                                           |                                |
| 100 m            | Asafa Powell Jamaïque       | Derrick Adkins Bahamas                      | Asafa Powell Jamaïque       | Francis Obikwelu Portugal            | Asafa Powell Jamaïque                     | Jaysuma Saidy Ndure Norvège    |
| 110 m haies      | Anwar Moore États-Unis      | Dayron Robles Cuba                          | Anwar Moore États-Unis      | Dayron Robles Cuba                   | Dayron Robles Cuba                        | Allen Johnson États-Unis       |
| 1 500 m / mile   | Brimin Kiprop Kipruto Kenya | Alan Webb États-Unis                        | Adil Kaouch Maroc           | Mehdi Baala France                   | Daniel Kipchirchir Komen Kenya            | Daniel Kipchirchir Komen Kenya |
| Javelot          | Tero Pitkämäki Finlande     | Tero Pitkämäki Finlande                     | Andreas Thorkildsen Norvège | Andreas Thorkildsen Norvège          | Tero Pitkämäki Finlande                   | Tero Pitkämäki Finlande        |
| Triple saut      | Phillips Idowu Royaume-Uni  | Christian Olsson Suède                      | Christian Olsson Suède      | Walter Davis États-Unis              | Walter Davis États-Unis                   | Aarik Wilson États-Unis        |
| Femmes           |                             |                                             |                             |                                      |                                           |                                |
| 100 m            | Stephanie Durts Jamaïque    | Torri Edwards États-Unis                    | Torri Edwards États-Unis    | Christine Arron France               | Veronica Campbell Jamaïque                | Carmelita Jeter États-Unis     |
| 400 m            | Sanya Richards États-Unis   | Sanya Richards États-Unis                   | Sanya Richards États-Unis   | Sanya Richards États-Unis            | Sanya Richards États-Unis                 | Sanya Richards États-Unis      |
| 100 m haies      | Michelle Perry États-Unis   | Michelle Perry États-Unis                   | Michelle Perry États-Unis   | Susanna Kallur Suède                 | Susanna Kallur Suède                      | Susanna Kallur Suède           |
| Hauteur          | Yelena Slesarenko Russie    | Blanka Vlašić Croatie                       | Blanka Vlašić Croatie       | Blanka Vlašić Croatie                | Blanka Vlašić Croatie                     | Blanka Vlašić Croatie          |
| Saut à la perche | Yelena Isinbayeva Russie    | Yelena Isinbayeva Russie                    | Yelena Isinbayeva Russie    | Yelena Isinbayeva Russie             | Yelena Isinbayeva Russie                  | Yelena Isinbayeva Russie       |